# Наполеони, Лоретта
Лоретта Наполеони (род. 5 июля 1955, Рим) — итальянская журналистка, писательница и политический аналитик.
Основной темой её творчества является финансирование терроризма и иных темах, связанных с финансами и с безопасностью.
Наполеони является членом научного комитета ИДЕИ Фонд прогресса аналитического центра Испанской социалистической партии и партнёром Оксфам Италия.

## Жизнь и карьера
Лоретта родилась и выросла в Риме. В середине 1970-х она стала активной феминисткой и убеждённой сторонницей марксизма.
Была стипендиатом программы Фулбрайта в Школе перспективных международных исследований им. Пола Х. Нитце (SAIS) Университета Джонса Хопкинса в Вашингтоне и стипендиатом Ротари в Лондонской школе экономики (LSE). Имеет степень магистра по борьбе стерроризмом в Университете Восточного Лондона, а также степень магистра международных отношений SAIS.
В начале 1980-х трудилась в Венгерском национальном банке над конвертируемостью венгерского форинта, который через десять лет стал образцом конвертируемости рубля.

## Публикации
Работы Наполеони публиковались в итальянских газетах, таких как il Caffè,  La Repubblica,  и Il Fatto Quotidiano. Она работала иностранным корреспондентом и обозревателем в испанской газете El Pais. .
Её самая известная книга «Terror Incorporated» была переведена на 12 языков.
Её роман «Досье Багдад» — это финансовый триллер, сюжет которого разворачивается во время войны в Персидском заливе.
Книга «Повстанческий Ирак: Аз-Заркави и новое поколение» — научно-популярная книга об Ираке
Также Наполеони, автор книги «Экономика изгоев» (Rogue Economics, 2008), изданная в издательстве «Seven Stories Press», признана лучшей книгой еженедельника Publishers за 2008 год и любимой книгой Straight.com за 2008 год.
Итальянское издание её книги «Маономика: почему китайские коммунисты делают лучше капиталистов, чем мы» получило премию «Книга года» в 2010 году от Итальянской ассоциации экономики. Она также была удостоена премии «Выбор критиков Сингапура за лучшую научную литературу по экономике» в 2011 году. «Маономика: почему китайские коммунисты делают лучше капиталистов, чем мы» выпущена в 10 странах, а также в RCS MediaGroup.
Наполеони также пишет статьи для газет и журналов, включая Le Monde, The Guardian, Il Venerdi di Repubblica, l’Espresso, l’Unità и Wired Italia. В одной из работ, написанной в соавторстве с Клаудией Сегре, которая первоначально была опубликована в L’Osservatore Romano под заголовком «Альтернативные кредитные механизмы с базовым этическим кодексом: от исламских предложений и идей к Западу в условиях кризиса» пишет, что «в исламских финансах… нет никаких спекуляций».

## Личная жизнь
Наполеони живёт на две страны: в Лондоне, и в Уайтфише, штат Монтана, с мужем и детьми.